# Kurtidae
Kurtidae – monotypowa rodzina ryb okoniokształtnych (Perciformes).

## Występowanie
Zasiedlają wody od Indii poprzez Indonezję, Borneo aż po północną Australię.

## Charakterystyka
Ciało wysokie w przedniej części, z wydłużonym trzonem ogonowym, pokryte drobnymi łuskami cykloidalnymi. Duży otwór gębowy skierowany skośnie ku górze. Pojedyncza płetwa grzbietowa zawiera obniżone promienie twarde w przedniej części, druga część jest rozpostarta na promieniach miękkich. Długa płetwa odbytowa rozpoczyna się dwoma kolcami. Płetwa ogonowa jest głęboko wcięta.
Najbardziej wyróżniającą cechą tych ryb jest obecny na czole dojrzałych samców zgięty do przodu hak, w którym przenoszone są jaja ikry. Hak powstał z przekształconych promieni płetwy grzbietowej. Tworzy rodzaj pierścienia, do którego jaja ikry przyczepiają się dzięki łączącym je niciom. Położenie haka powoduje, że samiec ma ikrę cały czas nad oczami.
Kolejną nietypową cechą Kurtidae jest utworzona przez żebra osłona pęcherza pławnego.

## Klasyfikacja
Do rodziny zaliczany jest rodzaj:
- Kurtus